# Lee Jae-won (ca sĩ)
Lee Jae-won (Hangul:이재원, Hanja: 李在元, Hán-Việt: Lý Tại Nguyên) (sinh ngày 5 tháng 4 năm 1980) là một DJ và ca sĩ, rapper người Hàn Quốc. Anh là thành viên nhỏ tuổi nhất của các nhóm nhạc Hàn Quốc H.O.T và jtL

## Tiểu sử
Lee Jae-won (이재원) sinh ngày 5 tháng 4 tại quận Giang Đông, Seoul, Hàn Quốc trong một gia đình theo đạo Công giáo. Lúc nhỏ, anh được cha cho đi học Taekwondo. Bộ môn này đã ảnh hưởng rất lớn đến sự hình thành niềm đam mê vũ đạo của anh.
Jae-won học trường cấp 1 tại quận Gangdong, cấp 2 và cấp 3 tại quận Gangnam. Năm thứ nhất cao trung, anh được một người bạn rủ đi thi tuyển cuộc thi của SM Entertainment dành cho các học sinh trung học.

## Sự nghiệp

### H.O.T
Lee Jae-won đã được chọn vào SM Entertainment và ra mắt cùng 4 thành viên khác trong nhóm nhạc H.O.T vào năm 1996. Anh đảm nhận vị trí Rapper và Dancer trong nhóm. Jae-won được xem là một maknae đáng yêu trong mắt các thành viên khác và fan hâm mộ. Biệt danh của anh là Moonnoh (Bạch Tuộc). Màu đại diện trong H.O.T là màu cam.

### jtL
Jae-won hoạt động trong jtL cùng với 2 thành viên khác của H.O.T là Tony An và Jang Woo-hyuk sau khi H.O.T tan rã vào năm 2001.

### Solo
Jae-won ra hoạt động solo sau khi jtL tan rã dưới sức ép của SM Entertainment. Năm 2005, anh phát hành album solo đầu tiên của anh "No Pain, No Gain". Năm 2007, anh phát hành album solo thứ hai với tựa đề "I'm so hot".

### Nghĩa vụ quân sự
Anh đăng ký tham gia nghĩa vụ quân sự năm 2009 và trải qua 22 tháng nghĩa vụ tại Bộ Quốc phòng Hàn Quốc thuộc quận Yongsan. Ngày 7/3/2011, H.O.T đã có dịp tập hợp đầy đủ 5 thành viên nhân dịp chúc mừng em út Lee Jae-won xuất ngũ.

### Tại Trung Quốc
Sau khi xuất ngũ, Jae-won sang hoạt động tại thị trường Trung Quốc. Năm 2012, anh phát hành album mới bằng tiếng Trung có tựa đề "It's the time". Album này nhận được sự ủng hộ tích cực từ fan hâm mộ Trung Quốc.

### H.O.T
Lee Jae-won đã trở lại cùng H.O.T thông qua chương trình Infinite Challenge đầu năm 2018. Nhóm đã tổ chức concert tháng 10 năm 2018 và tháng 9 năm 2019 đánh dấu sự quay trở lại sau 17 năm.

### DJ
Bên cạnh nghề nghiệp ca sĩ, rapper, Jae-won còn là một DJ.

## Cuộc sống cá nhân
Vào năm 2015, Jae-won bị chẩn đoán mắc ung thư tuyến giáp. Nhờ phát hiện sớm nên anh đã nhanh chóng phẫu thuật, hồi phục sức khỏe trở lại.